# ドニプロペトロウシク州

ドニプロペトロウシク州
Дніпропетровська область

ドニプロペトロウシク州（ドニプロペトロウシクしゅう、ウクライナ語: Дніпропетровська область）は、ウクライナの州の一つ。州都はドニプロ。日本ではロシア語での名称のドニェプロペトロフスク州 (Днепропетровская область/カナ表記 ドニェプロペトロスカヤオブラースチ) という名もよく使用されている。
2016年5月、ウクライナ危機による反ロ感情の高まりなどを背景に、ウクライナ最高議会は州庁所在地のドニプロペトロウシクをドニプロへと改称した。ただし、ドニプロペトロウシク州の名称はウクライナ憲法に明記されており、改称には憲法改正が必要なため2025年現在ではまだ変更されていない。
2019年、最高議会は「シチェスラーフスカ(Січеславська)」の名称を提案して過半数の支持を得たが、憲法改正には最高議会で二度可決される必要があり、施行されていない。
2022年のロシア侵攻以降、同州にロシア軍は到達していなかったが、直近の攻勢により、2025年6月に同州まで到達した。

## 地理
| 母語話者（ドニプロペトロウシク州） 2001 | 母語話者（ドニプロペトロウシク州） 2001 | 母語話者（ドニプロペトロウシク州） 2001 | 母語話者（ドニプロペトロウシク州） 2001 | 母語話者（ドニプロペトロウシク州） 2001 |
| --------------------------------------- | --------------------------------------- | --------------------------------------- | --------------------------------------- | --------------------------------------- |
|                                         |                                         |                                         |                                         |                                         |
| ウクライナ語                            | ウクライナ語                            |                                         | 67.0%                                   | 67.0%                                   |
| ロシア語                                | ロシア語                                |                                         | 32.0%                                   | 32.0%                                   |
| その他                                  | その他                                  |                                         | 1.0%                                    | 1.0%                                    |

ドニプロペトロウシク州は、ウクライナの中央、ドニプロ川の中流に位置している。東はドネツィク州、南はザポリージャ州とヘルソン州、西はムィコラーイウ州とキロヴォフラード州、北はポルターヴァ州とハルキウ州に接している。
ドニプロ川によって右岸（西）と左岸（東）に区分される。前者はにドニプロ高地、後者は草原におわれたドニプロ低地を占めている。ドニプロ高地は南方に進むに連れて黒海低地に変化している。一方、ドニプロ低地の東南部にはアゾフ海低地が広がっている。
州内には数多くの河川が存在し、最大の河川はドニプロ川であり、それに次ぐオリーリ川、サマーラ川、ヴォーウチャ川、バザウルーク川、モークラ・スーラ川、インフレーツィ川、サクサハーニ川などはドニプロ川の支流である。この他ドニプロペトロウシク州には約100のため池と1400の自然池が存在している。
気候は大陸性気候である。1月の平均気温は、-5 °С、7月の平均気温は、22 °Сとなっている。平均降水量は450mmである。
資源は石炭、石油、天然ガス、カオリナイトなどを産出する。

## 歴史
- 紀元前7世紀‐2世紀：遊牧民のスキタイの時代。
- 紀元前2世紀 - 2世紀：遊牧民のサルマタイの時代。
- 3世紀 - 4世紀：ゴート族の時代。
- 4世紀 - 5世紀：遊牧民のフン族の時代。
- 7世紀 - 8世紀：遊牧民のアラン人の時代。
- 9世紀 - 11世紀：遊牧民のペチェニーヒ人の時代。
- 11世紀 - 13世紀：遊牧民のクマン人の時代。

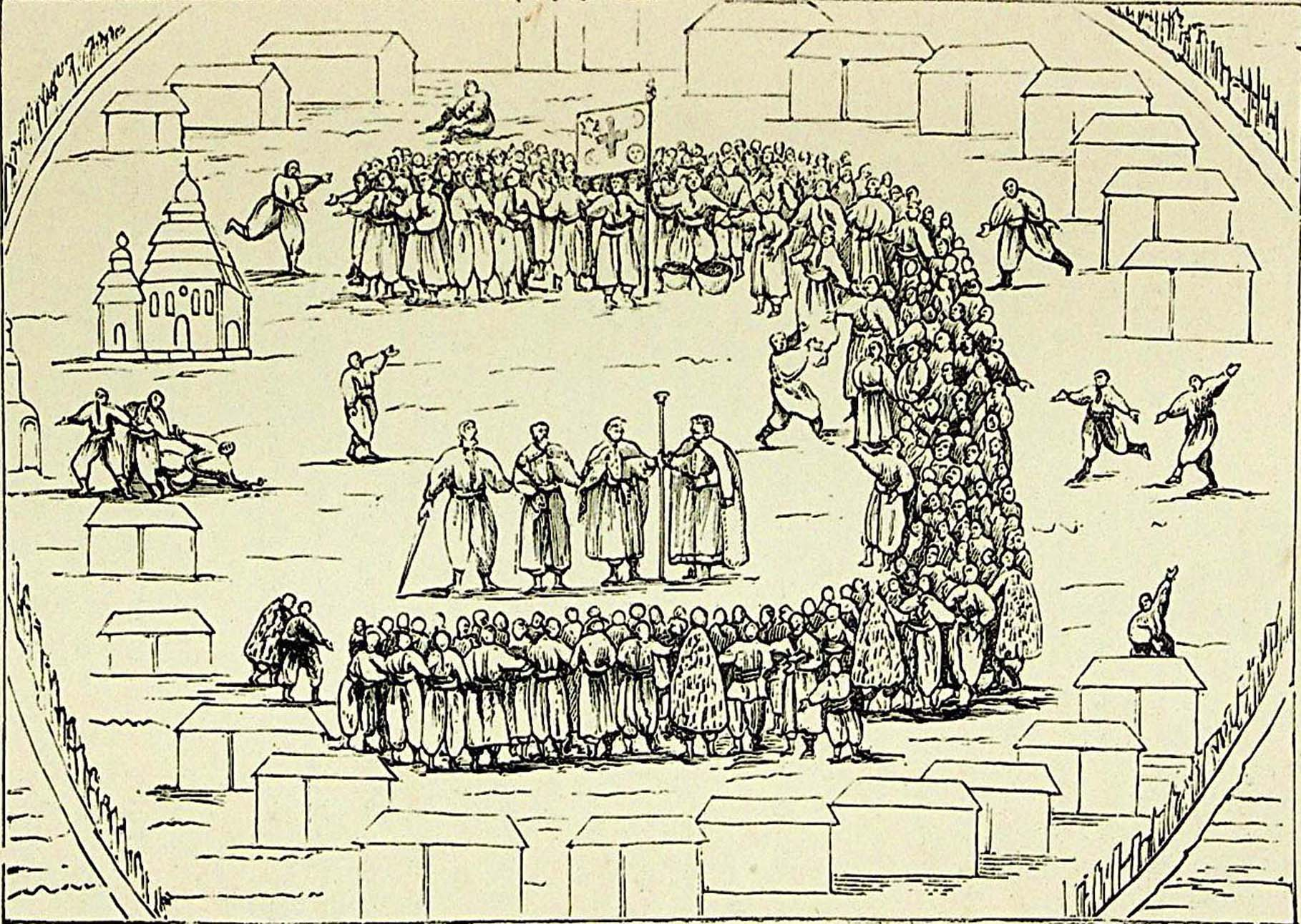
シーチにおけるコサックの会議。

- 13世紀 - 15世紀：遊牧民のモンゴル人の時代。現在のザポリージャの周辺は次第に荒野に変わる。
- 15世紀：リトアニア大公国とクリミア・ハン国との国境地帯となる。
- 1530年代‐1593年：ウクライナ・コサックの根拠地、トマキーウカのシーチの時代。タタール軍によって滅亡。
- 1593年 - 1638年：ウクライナ・コサックの根拠地、バザヴルークのシーチの時代。ポーランド軍によって破滅。
- 1638年 - 1652年：ウクライナ・コサックの根拠地、ムィクィーティンのシーチの時代。コサックによって廃止。
- 1652年 - 1709年：ウクライナ・コサックの根拠地、チョルトムルィークのシーチの時代。ロシア軍によって滅亡。
- 1734年 - 1775年：ウクライナ・コサックの根拠地、新たなシーチの時代。ロシア軍によって滅亡。
- 1775年 - 1917年：帝政ロシアの時代。1802年、ドニプロペトロウシク州の前身となるエカテリノスラフ県が創立される。県庁所在地はエカテリノスラフ（現ドニプロ）。
- 1917年 - 1919年：ウクライナ内戦の時代。エカテリノスラフ県は、ウクライナ人民共和国、ウクライナ国、白軍の政権が交代し、1919年にボリシェヴィキ系のウクライナ社会主義ソビエト共和国の領土となる。その後7つの地区に分割される。
- 1926年：エカテリノスラフ地区とパブログラード地区が合併してドニエプロペトロフスク州が設置される。名称はウクライナ出身のグリゴリー・ペトロフスキーに由来する。
- 1932年2月27日：さらに3つの地区と合併。その後、一部再編されて現在の州境が確定する。
- 1941年 - 1943年：ナチス・ドイツの占領期。1943年10月にソ連赤軍によって奪回される。
- 1991年：ウクライナの独立によってドニプロペトロウシク州が設置される。

## 文化
ドニプロペトロウシク州は、ウクライナの工業と文化の中心地として知られる。州内には多くの歴史的建造物や博物館が存在する。音楽文化では、コサック民謡が特に重要で、ユネスコの無形文化遺産に登録されている。クリニツィアやボフスラヴォチカなどの合唱団がこれらの歌曲を継承している。 地元の祭りや文化イベントも盛んである。

## 市町村
市
1. アポーストロヴェ（Апостолове）
2. ヴィリノヒールシク（Вільногірськ）
3. ヴェルヒーウツェヴェ（Верхівцеве）
4. ヴェルフニョドニプローシク（Верхньодніпровськ）
5. ポクロフ（Покров）
6. クルィヴィーイ・リーフ（Кривий Ріг）
7. ジョーウチ・ヴォーディ（Жовті Води）
8. スィネーリヌィコヴェ（Синельникове）
9. ゼレノドーリシク（Зеленодольськ）
10. テルニーウカ（Тернівка）
11. カーミヤンシケ（Кам’янське）
12. ドニプロ（Дніпро）
13. ニーコポリ（Нікополь）
14. ノヴォモスコーウシク（Новомосковськ）
15. パウロフラード（Павлоград）
16. ピドホロードネ（Підгородне）
17. プヤティハートキ（П'ятихатки）
18. ペレジチェープィネ（Перещепине）
19. ペルショトラーヴェンシク（Першотравенськ）
20. マールハネツィ（Марганець）

## 人口・言語
2001年ウクライナ国勢調査によるデータ。
- 総人口：3,567,600人[3]
- 都市人口：2,960,300人（83%）；農村人口：607,300人（17%）[4]
- 性別人口：男性は1,643,300人（46%）；女性は1,924,300人（54%）[5]

| \| 民族構成[6] \| 民族構成[6] \| 民族構成[6] \| 民族構成[6] \| 民族構成[6] \| \| ------------------ \| ------------------ \| ----------- \| ------------------- \| ------------------- \| \| \| \| \| \| \| \| ウクライナ人 \| ウクライナ人 \| \| 2,825,800人 (79.3%) \| 2,825,800人 (79.3%) \| \| ロシア人 \| ロシア人 \| \| 627,500人 (17.6%) \| 627,500人 (17.6%) \| \| ベラルーシ人 \| ベラルーシ人 \| \| 29,500人 (0.8%) \| 29,500人 (0.8%) \| \| ユダヤ人 \| ユダヤ人 \| \| 13,700人 (0.4%) \| 13,700人 (0.4%) \| \| アルメニア人 \| アルメニア人 \| \| 10,600人 (0.3%) \| 10,600人 (0.3%) \| \| アゼルバイジャン人 \| アゼルバイジャン人 \| \| 5,600人 (0.2%) \| 5,600人 (0.2%) \| |                    |  |                     |                     |
| 民族構成 |                    |  |                     |                     |
| |                    |  |                     |                     |
| ウクライナ人 | ウクライナ人       |  | 2,825,800人 (79.3%) | 2,825,800人 (79.3%) |
| ロシア人 | ロシア人           |  | 627,500人 (17.6%)   | 627,500人 (17.6%)   |
| ベラルーシ人 | ベラルーシ人       |  | 29,500人 (0.8%)     | 29,500人 (0.8%)     |
| ユダヤ人 | ユダヤ人           |  | 13,700人 (0.4%)     | 13,700人 (0.4%)     |
| アルメニア人 | アルメニア人       |  | 10,600人 (0.3%)     | 10,600人 (0.3%)     |
| アゼルバイジャン人 | アゼルバイジャン人 |  | 5,600人 (0.2%)      | 5,600人 (0.2%)      |

母国語の割合はウクライナ語が67.0%、ロシア語が31.9%となっているが、最大の都市ドニプロではロシア語の割合が多くなっており、日常的には都市部や東部を中心にロシア語が主に使われているロシア語圏である。

## 観光
ロシア帝国時代・ソ連時代にドニプロペトロウシク州の地域が重工業地帯となっていたため、文化的価値を有する場所は少ない。観光の対象になっているのは、草原の風景、遊牧民の墓地・慰霊碑、コサックの合戦の場跡などである。
- 聖変容大聖堂（1830年—1835年）
- ドニプロペトロウシク歴史博物館
- ジョーウチ・ヴォーディの博物館

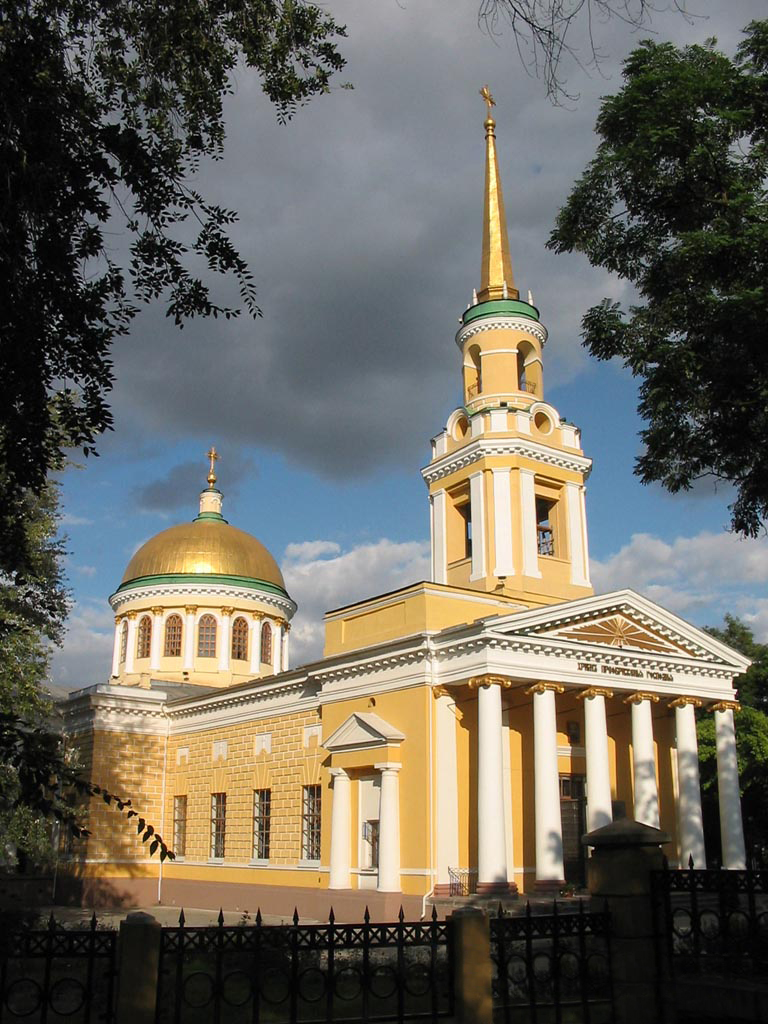
聖変容大聖堂

## 出身者
- ウォロディミル・ゼレンスキー（ウクライナの大統領）
- レオニード・ブレジネフ（ソビエト連邦の最高指導者）